# 윈도우 NT 3.5
윈도우 NT 3.5(영어: Windows NT 3.5)는 마이크로소프트에서 만든 운영 체제이다. 윈도우 NT 3.1의 뒤를 잇는 버전으로, 다음 버전은 윈도우 NT 3.51이다.
윈도우 NT 3.5 첫 출시판에서는 인터페이스가 윈도우 포 워크그룹 3.1x와 비슷해졌으며. OLE 1.0과 2.0을 지원하기 시작했다. 또한 윈도우 NT 3.1보다 더 가볍게 돌아갔다. 윈도우 NT 3.5는 첫 한글판 윈도우 NT기도 하다. 다만 한글 입출력만을 지원하였다. 1994년 9월 21일에 출시되었다.
윈도우 NT 3.5는 윈속과 TCP/IP 지원을 기본 포함했다. 상용화된 초기 윈도우 NT 버전인 버전 3.1은 AT&T 유닉스 시스템 V 스트림 API를 기반으로 하는 불완전한 사유 TCP/IP 기능만 포함했다.
윈도우 NT 3.5의 TCP/IP와 IPX/SPX 스택은 다시 기록되었고 TCP/IP를 위한 호환성 계층으로서 NeBT (넷바이오스 오버 TCP/IP) 지원 또한 마이크로소프트 DHCP, WINS 클라이언트, DHCP, WINS 서버로 도입되었다.

## 에디션
- 윈도우 NT 3.5 워크스테이션
- 윈도우 NT 3.5 서버

## 같이 보기
- 윈도우 NT 3.51